# Agarènes
Le nom Agarènes ou Hagarènes désigne dans la Bible hébraïque un peuple non israélite, descendant d’Abraham par Agar, la servante égyptienne de Sarah, et plus tard, dans le langage littéraire byzantin, les musulmans, terme en concurrence avec Ismaélites et Saracènes. Ismaël, fils d’Abraham et d’Agar, est considéré par les juifs et les musulmans comme l'ancêtre des Arabes, mais Agarènes peut désigner dans la littérature byzantine tous les peuples musulmans, y compris les non-arabes comme les Turcs, les Kurdes ou les Perses.

## Occurrences bibliques
- Du temps de Saül, ils firent la guerre aux Hagaréniens, qui tombèrent entre leurs mains ; et ils habitèrent dans leurs tentes, sur tout le côté oriental de Galaad. [...] (1 Chroniques 5,10)
- Ils firent la guerre aux Hagaréniens, à Jethur, à Naphisch et à Nodab. [...] (1 Chroniques 5,19)
- Ils reçurent du secours contre eux, et les Hagaréniens et tous ceux qui étaient avec eux furent livrés entre leurs mains. Car, pendant le combat, ils avaient crié à Dieu, qui les exauça, parce qu'ils s'étaient confiés en lui. [...] (1 Chroniques 5,20)
- Les tentes d'Édom et les Ismaélites, Moab et les Hagaréniens, [...] (Psaume 83,6-7)

### Sources
- Thessalonique : chroniques d'une ville prise, textes de Jean Caminiatès, Eustathe de Thessalonique et Jean Anagnostès présentés et traduits par Paolo Odorico, Toulouse, Éd. Anacharsis, 2005, p. 71.